# (5962) Shikokutenkyo
(5962) Shikokutenkyo es un asteroide perteneciente al cinturón de asteroides, región del sistema solar que se encuentra entre las órbitas de Marte y Júpiter, más concretamente a la familia de Eunomia, descubierto el 18 de abril de 1990 por Tsutomu Seki desde el Observatorio de Geisei, Geisei, Japón.

## Designación y nombre
Designado provisionalmente como 1990 HK. Fue nombrado Shikokutenkyo en homenaje a una sociedad astronómica aficionada compuesta por 50 miembros en la isla Shikoku.

## Características orbitales
Shikokutenkyo está situado a una distancia media del Sol de 2,567 ua, pudiendo alejarse hasta 2,853 ua y acercarse hasta 2,282 ua. Su excentricidad es 0,111 y la inclinación orbital 12,87 grados. Emplea 1502,93 días en completar una órbita alrededor del Sol.

## Características físicas
La magnitud absoluta de Shikokutenkyo es 12,7. 